# Reuilly (Eure)
Reuilly település Franciaországban, Eure megyében. Lakosainak száma 518 fő (2022. január 1.). Reuilly Cailly-sur-Eure, Le Boulay-Morin, Clef-Vallée-d'Eure, Dardez, Fontaine-sous-Jouy, Irreville, Normanville és Saint-Vigor községekkel határos.

## Népesség
A település népessége az elmúlt években az alábbi módon változott:
| Lakosok száma | 199  | 322  | 426  | 534  | 574  | 538  | 525  | 521  | 519  | 518  |
|               | 1968 | 1982 | 1990 | 2006 | 2013 | 2015 | 2017 | 2019 | 2020 | 2022 |